# Iwkiwci (obwód czernihowski)
Iwkiwci (ukr. Івківці) – wieś na Ukrainie, w obwodzie czernihowskim, w rejonie pryłuckim, w hromadzie Ładan. W 2001 liczyła 1244 mieszkańców, spośród których 1197 wskazało jako ojczysty język ukraiński, 41 rosyjski, 1 mołdawski, 4 białoruski, a 1 inny.